# Indelibly Stamped
Indelibly Stamped és el segon àlbum del grup de rock anglès Supertramp, publicat el 1971. Va suposar un canvi dramàtic de direcció cap a un so de rock més directe. "Traveled" és l'única cançó amb qualsevol semblança amb el seu anterior àlbum de debut. Igual que el seu primer disc, aquest àlbum va ser un fracàs comercial, però en les dècades posteriors va arribar a ser disc d'or a França i Canadà. Les edicions originals tenen una portada plegada en color i un text diferent per al nom de la banda i el títol de l'àlbum. La fotografia de la portada presenta els braços i el tors -amb els pits nus- tatuats d'una dona. Aquest és el primer àlbum de Supertramp publicat als EUA; la coberta era de color (el 1971), però la discogràfica A&M el va censurar enganxant dues estrelles d'or sobre els mugrons.

## Disseny de la portada
La portada mostra el tors i els braços tatuats d'una dona despullada. Segons Paul Sayce, escrivint a Tattoo News, la model era Marion Hollier, que va ser tatuada àmpliament a l'Estudi de tatuatges de Les Skuse als anys seixanta. Un article publicat a The People poc després de la publicació de l'àlbum també identifica Hollier com la model, i va notar que se li va pagar 45 £ per la feina (equivalent a unes 600 £ el 2019).

## Llista de cançons
Totes les cançons escrites i compostes per Rick Davies i Roger Hodgson, excepte allà a on s'indica.

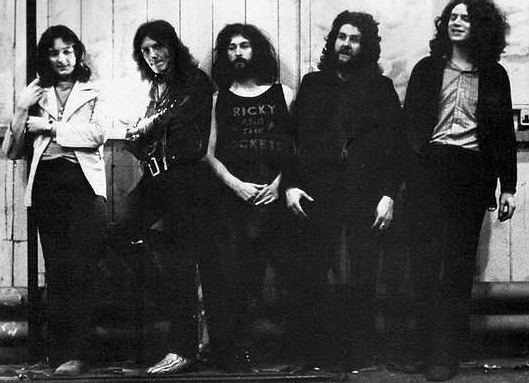
Imatge de la contraportada de l'àlbum

Totes les veus principals per Rick Davies, excepte allà a on s'indica.
| 1. | «Your Poppa Don't Mind»        |         | 2:58 |
| 2. | «Travelled»                    | Hodgson | 4:15 |
| 3. | «Rosie Had Everything Planned» | Hodgson | 2:58 |
| 4. | «Remember»                     |         | 4:00 |
| 5. | «Forever»                      |         | 5:05 |

| 6.            | «Potter»                 | Dave Winthrop | 2:23  |
| 7.            | «Coming Home to See You» |               | 4:39  |
| 8.            | «Times Have Changed»     |               | 3:42  |
| 9.            | «Friend in Need»         |               | 2:08  |
| 10.           | «Aries»                  | Hodgson       | 7:25  |
| Durada total: | Durada total:            | Durada total: | 40:33 |

- "Rosie Had Everything Planned" escrita i composta per Frank Farell i Roger Hogdson, és l'única cançó original en tota la carrera de Supertramp que no està signada per Rick Davies.

## Músics
- Rick Davies – piano acústic i piano Wurlitzer, Hammond organ, veus principals, harmònica
- Roger Hodgson – guitarres acústica i elèctrica, baix (Pista 3), veu principal (Pistes 2, 3, 10) i veus de suport
- Dave Winthrop – flauta, saxòfons, veu principal (Pista 6)
- Frank Farrell – baix (totes les pistes excepte la pista 3), piano i accordió (Pista 3), veus de suport
- Kevin Currie – percussions

Producció
- Productor: Supertramp
- Enginyer: Bob Hall